# Abutilon berlandieri
Abutilon berlandieri là một loài thực vật có hoa trong họ Cẩm quỳ. Loài này được A.Gray mô tả khoa học đầu tiên năm 1885.